# Jerzy Wilim
Jerzy Wilim (14. srpna 1941, Chořov - 7. prosince 2014, Gladbeck) byl polský fotbalista, útočník. V roce 1964 byl nejlepším střelcem polské fotbalové ligy.

## Fotbalová kariéra
Hrál v polské nejvyšší soutěži za Szombierki Bytom a Górnik Zabrze, nastoupil ve 193 ligových utkáních a dal 88 gólů. S Górnikem Zabrze získal dvakrát double. V Poháru mistrů evropských zemí nastoupil v 1 utkání a v Poháru vítězů pohárů nastoupil ve 4 utkáních a dal 2 góly. Dále hrál v nizozemské lize v týmu Telstar Velsen, nastoupil ve 41 ligových utkáních a dal 13 gól. Krátce působil v polské lize v týmu Szombierki Bytom, nastoupil v 9 ligových utkáních. Dále hrál ve Francii za Stade Rennais FC, v Ligue 1 nastoupil v 19 utkáních a dal 2 góly. Kariéru končil v týmu Górnik Niwka Sosnowiec. Za reprezentaci Polska nastoupil v letech 1963–1969 v 8 utkáních a dal 4 góly.

## Ligová bilance
| Ročník                 | Zápasy | Góly | Klub             |
| ---------------------- | ------ | ---- | ---------------- |
| 2. polská liga 1958    | –      | –    | Szombierki Bytom |
| 2. polská liga 1959    | –      | –    | Szombierki Bytom |
| 2. polská liga 1962    | –      | –    | Szombierki Bytom |
| 2. polská liga 1962/63 | –      | –    | Szombierki Bytom |
| Ekstraklasa 1963/64    | 25     | 18   | Szombierki Bytom |
| Ekstraklasa 1964/65    | 14     | 7    | Szombierki Bytom |
| Ekstraklasa 1965/66    | 25     | 12   | Szombierki Bytom |
| Ekstraklasa 1966/67    | 25     | 15   | Szombierki Bytom |
| Ekstraklasa 1967/68    | 26     | 16   | Szombierki Bytom |
| Ekstraklasa 1968/69    | 26     | 10   | Szombierki Bytom |
| Ekstraklasa 1969/70    | 26     | 10   | Szombierki Bytom |
| Ekstraklasa 1970/71    | 21     | 7    | Górnik Zabrze    |
| Ekstraklasa 1971/72    | 5      | 3    | Górnik Zabrze    |
| Eredivisie 1972/73     | 15     | 4    | Telstar Velsen   |
| Eredivisie 1973/74     | 26     | 9    | Telstar Velsen   |
| Ekstraklasa 1973/74    | 3      | 0    | Szombierki Bytom |
| Ekstraklasa 1974/75    | 6      | 0    | Szombierki Bytom |
| Ligue 2 1975/76        | 16     | 6    | Stade Rennais FC |
| Ligue 1 1976/77        | 19     | 2    | Stade Rennais FC |
| Ligue 2 1977/78        | 25     | 7    | Stade Rennais FC |
| CELKEM Ekstraklasa     | 202    | 88   |                  |
| CELKEM Eredivisie      | 41     | 13   |                  |
| CELKEM Ligue 1         | 19     | 2    |                  |